# 四箇田団地

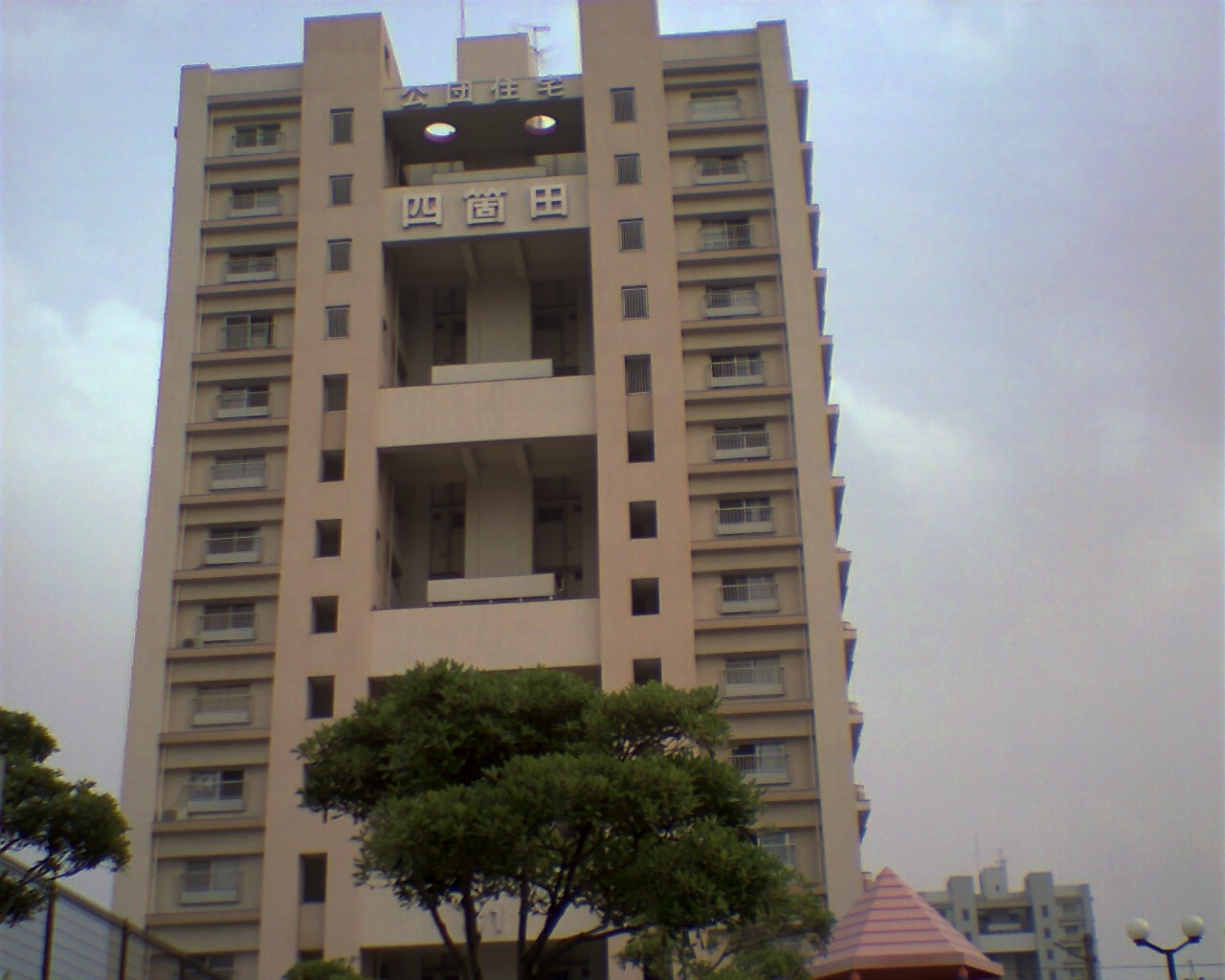

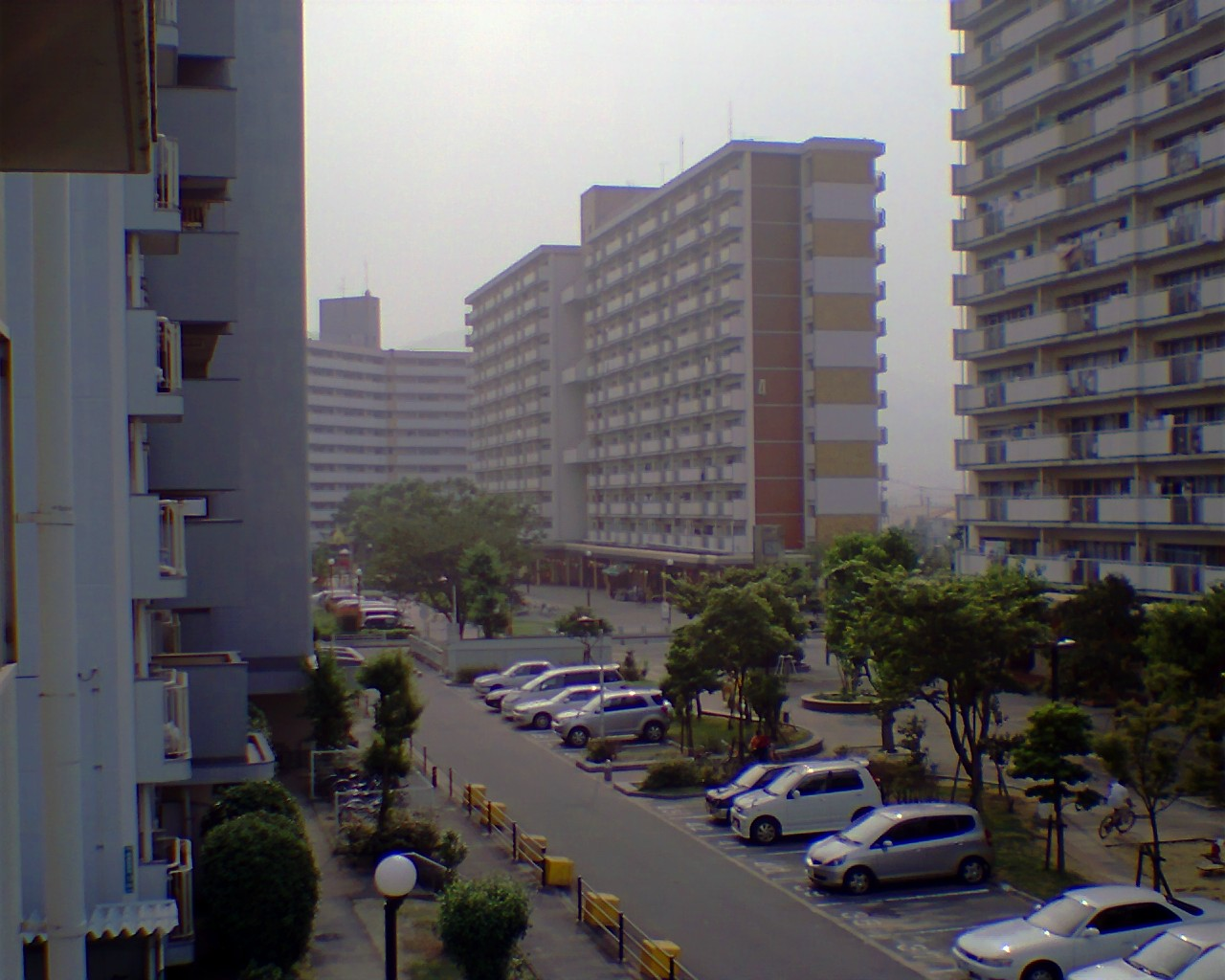

四箇田団地（しかただんち）は、福岡県福岡市早良区にある住宅団地および同地区に所在する地名である。2022年(令和4年)7月末現在の人口は2,967人。郵便番号は814-0176。

## 概要
UR都市機構の運営による、2010年現在約2000世帯が暮らす総数55棟の高層公団住宅団地で、賃貸による部屋と分譲による部屋とで構成される。福岡県福岡市早良区の一画を占める早良平野の中部に位置している。名称は、団地として開発された地域が「四箇（しか）」地区と「田」地区にまたがっていたことに由来している。所在は福岡県福岡市早良区四箇田団地としてそのまま住居表示を施した住所になっている。

## 沿革

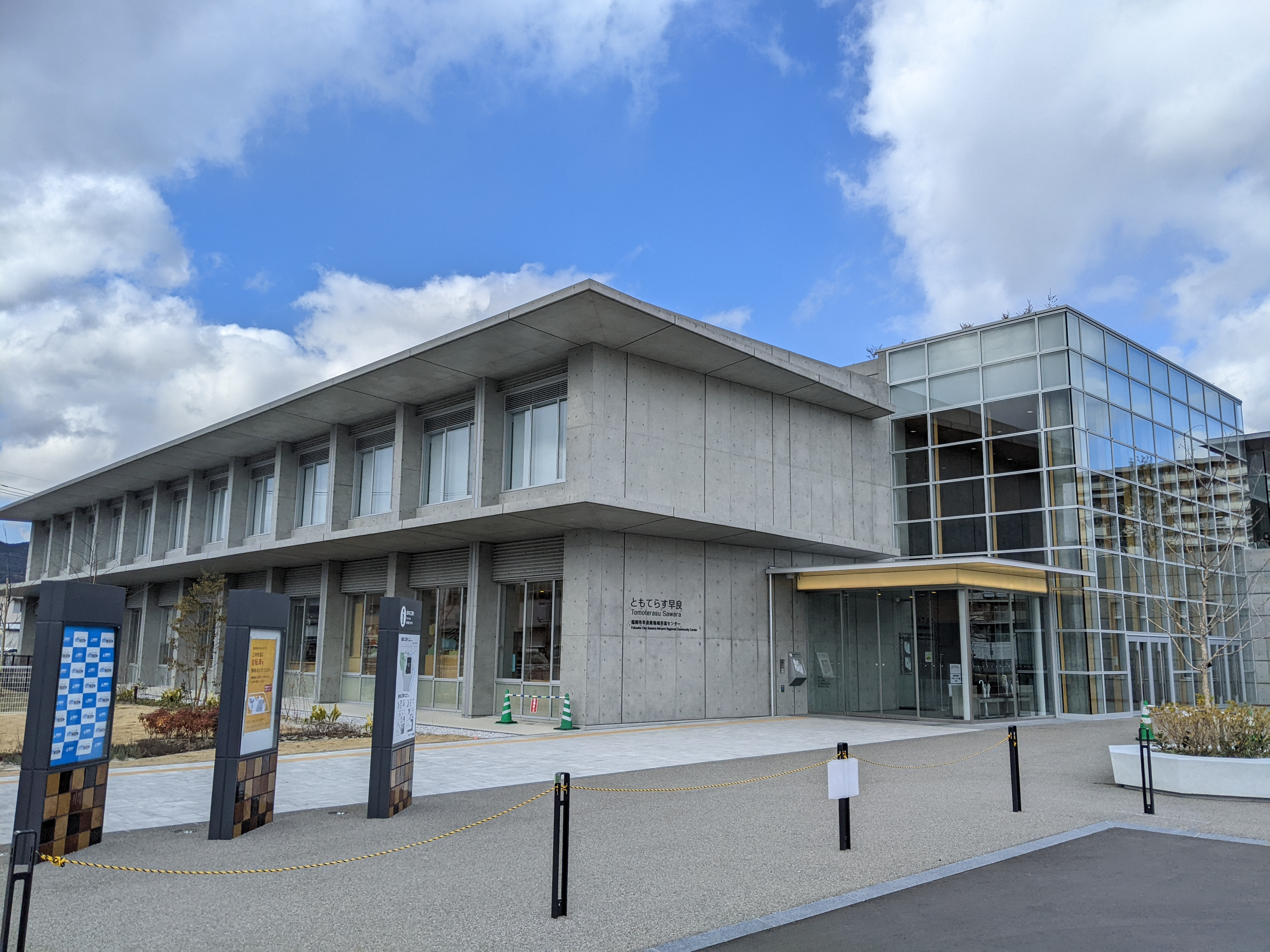
ともてらす早良

1977年（昭和52年）に原形が完成。当初は170戸。
平成末期に一部住棟が解体されており、跡地には戸建て住宅地のほか、2021年11月6日にはホール・図書館などから構成される複合施設「福岡市早良南地域交流センター」（愛称：ともてらす早良）がオープンした。

### 町域の変遷
| 住居表示実施後 | 実施年月日         | 住居表示実施前（各大字の一部） |
| -------------- | ------------------ | ------------------------------ |
| 四箇田団地     | 1976年（昭和51年） | 大字四箇・大字田               |

## 事物
地内から四箇遺跡群（縄文時代から古墳時代にかけての複合遺跡）が出土しており、地内南側にある四箇田公園の一画にそのいわれを示す案内板が設けられている。

## 交通
地内に西日本鉄道（西鉄バス）の四箇田団地バス停、最寄駅に地下鉄七隈線次郎丸駅がある。

## 周辺

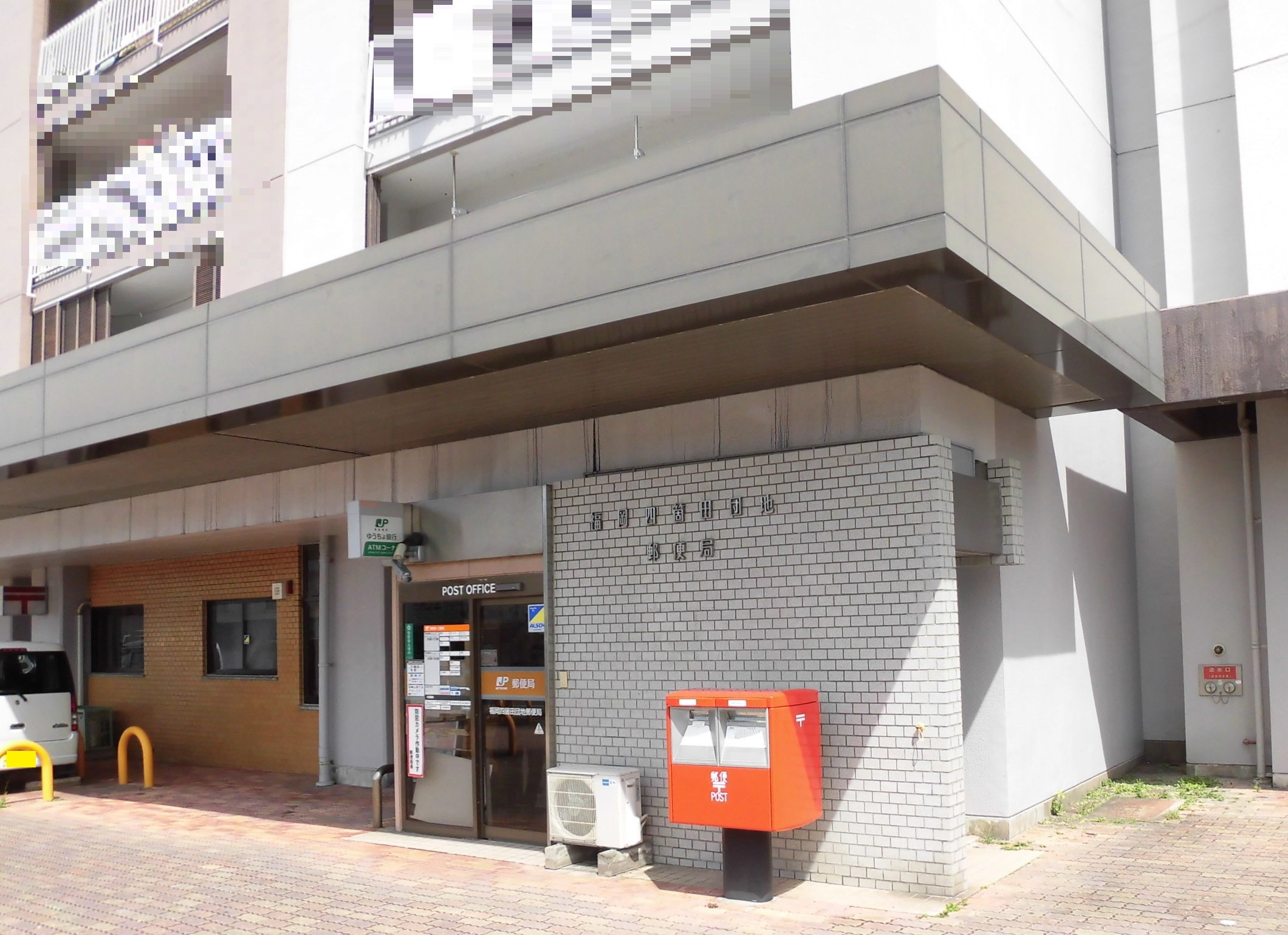
福岡四箇田団地郵便局

小学校区は地内にある四箇田小学校、中学校区は南にある金武中学校に属する。1丁目に福岡四箇田団地郵便局がある。わずか西を室見川が南北に貫いている。近場に福岡市営四箇住宅、同市営次郎丸住宅、地内に田村小学校を擁する同市営田村団地などがある。